# 6604 Іліас
6604 Іліас (6604 Ilias) — астероїд головного поясу, відкритий 16 серпня 1990 року.
Тіссеранів параметр щодо Юпітера — 3,323.